# Yves Daoudal (résistant)
Pour le journaliste, voir Yves Daoudal.
Yves Daoudal, né le 3 octobre 1891 à Melgven et mort fusillé le 5 avril 1944 au Mont-Valérien est un cultivateur et résistant français. Il combattit lors de la Première Guerre mondiale dans le 71e régiment d'infanterie et joua un rôle important dans la résistance communiste lors de la Seconde Guerre mondiale au sein des FTPF.

## Biographie

### Deuxième Guerre mondiale

#### Arrestation, emprisonnement et exécution
Dès 1940, profitant de l'emplacement isolé de sa ferme, il héberge et ravitaille des clandestins comme Raymond Hervé.
Le lieu est aussi utilisé comme containers d'armes et d'explosifs fournis notamment par les services secrets anglais. Pour cette raison, il est arrêté en septembre 1942. Il est emprisonné à Quimper, puis transféré à Fresnes le 27 octobre 1943. Il est condamné à la peine de mort par le tribunal allemand, le 27 mars 1944, pour intelligence avec l'ennemi. Il est fusillé au fort du Mont Valérien le 5 avril 1944 à Suresnes (Hauts-de-Seine).

#### Inhumation
Son corps fut « jeté entre quatre planches comme un cochon » selon les dires de sa fille aînée. À la suite des démarches entreprises par les membres de sa famille, il est exhumé fin 1944 dans un état de décomposition avancé. Les obsèques sont célébrées le 3 janvier 1944 à Melgven où il est depuis enterré.

### Reconnaissance

#### Distinctions
Plusieurs distinctions ont été conférées à Yves Daoudal : 
- il est fait chevalier de la Légion d'honneur ;
- il est nommé au grade d'adjudant-chef à titre posthume ;
- la médaille de la Résistance française lui est décernée (elle a été conférée à 65 295 personnes - dont 25 468 à titre posthume[5]) ;
- la Croix de guerre 1939-1945 avec palme lui est également attribuée[2].

#### Hommage posthume
Le 25 juin 2009, à Melgven, se déroule l'inauguration de la place Yves Daoudal, située à l'angle de la rue Concarneau et de la rue de l'Eglise.

Au mois de mai 2010, un hommage est rendu à Yves Daoudal en présence de ses descendants, dans le cadre du nouvel aménagement muséographique du Mont-Valérien. 